# John H. Gear

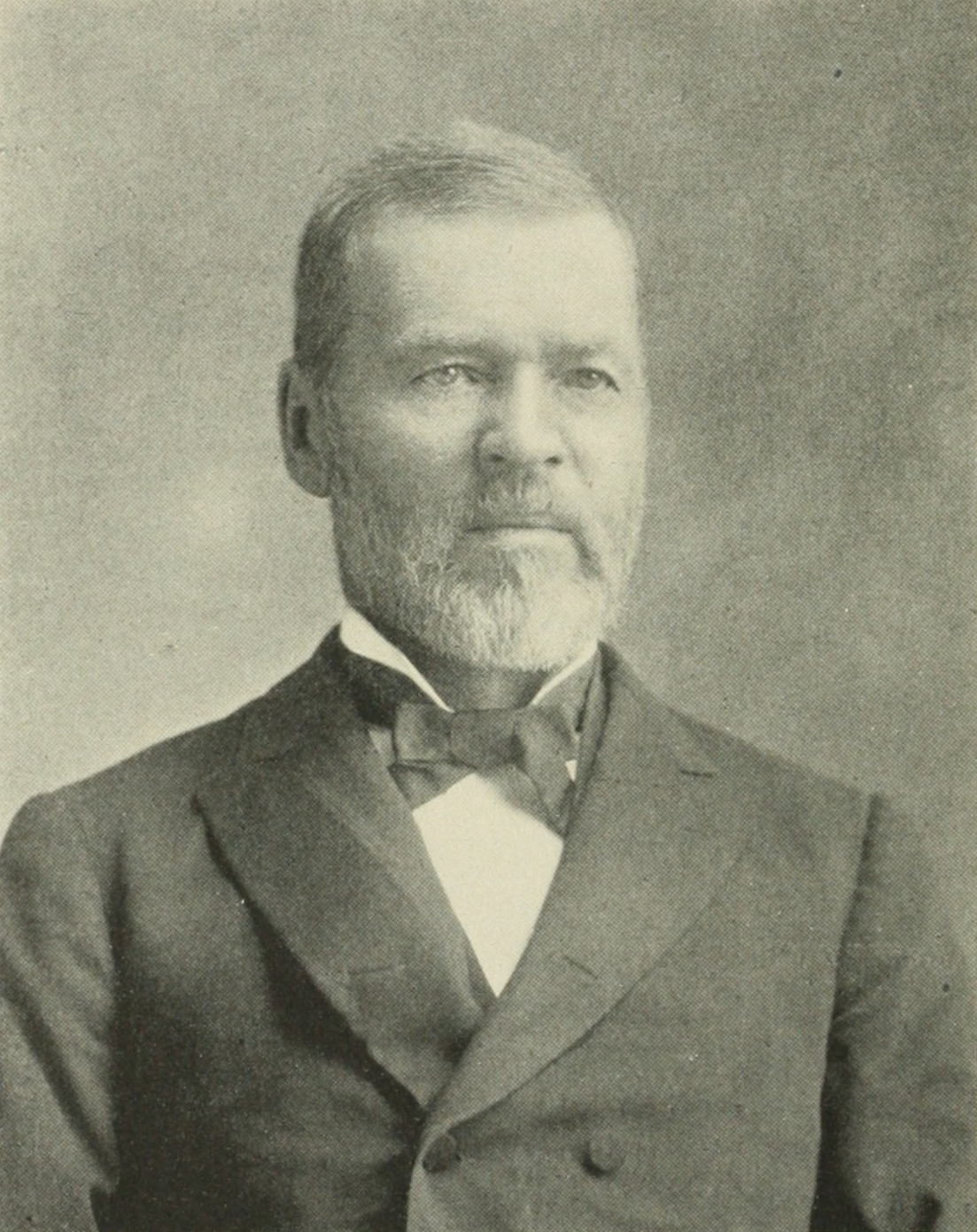
John H. Gear

John Henry Gear (* 7. April 1825 in Ithaca, New York; † 14. Juli 1900 in Washington, D.C.) war ein US-amerikanischer Politiker (Republikanische Partei). Er vertrat den Bundesstaat Iowa in beiden Kammern des Kongresses und fungierte auch als dessen Gouverneur.
Als Kind zog Gear mit seinen Eltern nach Galena (Illinois); später lebte die Familie in Fort Snelling (Minnesota) und Burlington in Iowa, wo er als Kaufmann tätig wurde. 1863 wurde er zum Bürgermeister von Burlington gewählt; von 1871 bis 1873 gehörte er dem Repräsentantenhaus von Iowa an, dessen Speaker er auch war.
1878 wurde John Gear der elfte Gouverneur des Staates Iowa, was er bis 1881 blieb. 1887 kandidierte er dann erfolgreich für einen Sitz im US-Repräsentantenhaus, den er einmal erfolgreich verteidigte. Nach der verpassten Wiederwahl musste er den Kongress 1891 verlassen; im folgenden Jahr berief ihn US-Präsident Benjamin Harrison zum stellvertretenden Finanzminister.
1893 kehrte Gear dann für eine Legislaturperiode ins Repräsentantenhaus zurück, ehe er 1894 für Iowa in den US-Senat gewählt wurde. Dort war er Vorsitzender des Ausschusses für die Pazifische Eisenbahn. Im Jahr 1900 wurde er von den Wählern bestätigt, doch er starb bereits vor dem Antritt seiner zweiten Amtszeit als Senator.